# Perak FC
Der Perak Football Club ist ein Fußballverein aus Ipoh, Malaysia. Die Mannschaft spielt zurzeit in der höchsten Liga des Landes, der Malaysia Super League. Die Mannschaft erfreut sich eines großen Zuschauerzuspruchs, mit ca. 40.000 Zuschauern pro Heimspiel.

## Vereinserfolge

### National
- Malaysia Super League

Meister: 2002, 2003
Vizemeister: 2007, 2018
- Malaysia Premier League

Vizemeister: 1989  ▲
- Malaysia Cup

Gewinner: 1926, 1931, 1957, 1967, 1970, 1998, 2000
Finalist: 1923, 1951, 1959, 1960, 1961, 1964, 1971, 1972, 1974, 2001, 2007
- Malaysia FA Cup

Gewinner: 1990
Finalist: 1991, 2002, 2005, 2019
- Piala Sumbangsih

Sieger: 1999, 2006, 2006
2. Platz: 2001, 2019

## Stadion

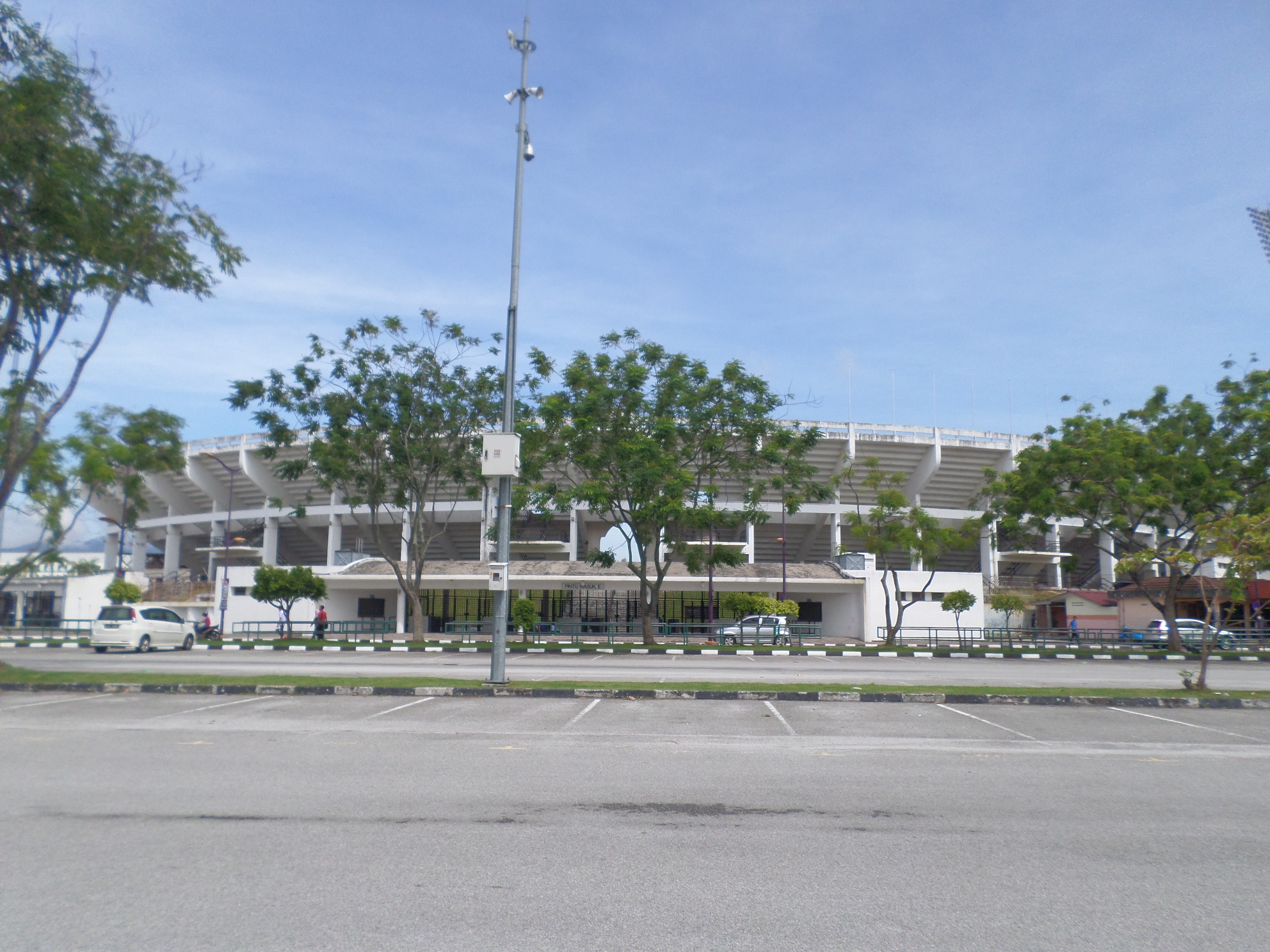
Perak Stadium

Seine Heimspiele trägt der Verein  im Perak Stadium in Ipoh aus (⊙). Das Stadion hat ein Fassungsvermögen von 42.500 Personen. Eigentümer und Betreiber des Stadions ist die Majlis Bandaraya Ipoh.

## Spieler
Stand: 2. Februar 2020
| Nr. |            | Position | Name                    |
| --- | ---------- | -------- | ----------------------- |
| 1   | Malaysia   | TW       | Nasrullah Aziz          |
| 3   | Malaysia   | AB       | Shahrul Saad ()         |
| 5   | Australien | AB       | Anthony Golec           |
| 8   | Brasilien  | MF       | Leandro                 |
| 10  | Brasilien  | MF       | Careca                  |
| 12  | Malaysia   | MF       | Kenny Pallraj           |
| 13  | Brasilien  | ST       | Guilherme De Paula      |
| 14  | Malaysia   | MF       | Firdaus Saiyadi         |
| 15  | Malaysia   | AB       | Idris Ahmad             |
| 16  | Malaysia   | MF       | Partiban Janasekaran    |
| 18  | Malaysia   | TW       | Khairul Amri Salehuddin |
| 19  | Malaysia   | ST       | Shahrel Fikri           |

| Nr. |            | Position | Name               |
| --- | ---------- | -------- | ------------------ |
| 20  | Malaysia   | AB       | Rafiuddin Roddin   |
| 21  | Malaysia   | AB       | Nazirul Naim       |
| 22  | Malaysia   | TW       | Hafizul Hakim      |
| 23  | Malaysia   | AB       | Amirul Azhan       |
| 24  | Malaysia   | AB       | Shathiya Kandasamy |
| 25  | Malaysia   | MF       | Hafiz Ramdan       |
| 27  | Malaysia   | AB       | Nazirul Afif       |
| 28  | Malaysia   | MF       | Nazmi Ahmad        |
| 31  | Malaysia   | ST       | Farid Khazali      |
| 34  | Malaysia   | MF       | Khairul Amizan     |
| 35  | Malaysia   | MF       | Khairil Anuar      |
| 93  | Kambodscha | MF       | Thierry Bin        |

## Ehemalige bekannte Spieler
- Baichung Bhutia (2006)
- Albert Ebossé Bodjongo (2012–2013)
- Paulo Rangel (2013)

## Trainer seit 1989
| Name                       | Zeit bei Perak FA  | Zeit bei Perak FA |
| Name                       | von                | bis               |
| -------------------------- | ------------------ | ----------------- |
| Abdullah Yeop Nordin       | 1989               |                   |
| Dato' M. Karathu           | 1. Juli 1988       | 30. Juni 1991     |
| Marco Bilic                | 1991               |                   |
| Chan Sze Onn               | 1992               |                   |
| Milous Kvacek              | 1993               | 1994              |
| Christian Zermatten        | 1. Juli 1993       | 30. Juni 1996     |
| Ken Shellito               | 1995               |                   |
| Khaidir Buyong             | 1996               |                   |
| Karl Heinz Weigang         | 1. Juli 1997       | 31. Dezember 1999 |
| Chow Kwai Lam              | 1. Juli 1998       | 30. Juni 2000     |
| Torsten Spittler           | 14. Januar 2000    | 30. Juni 2000     |
| Dato' M. Karathu           | 1. Januar 2001     | 31. Dezember 2001 |
| Toni Netto                 | 2002               | 2005              |
| Steve Darby                | 8. November 2005   | 31. Dezember 2008 |
| Dato' M. Karathu           | 24. Januar 2009    | 31. Dezember 2009 |
| Raja Azlan Shah Raja So'ib | 2010               | 2011              |
| Tuan Haji Norizan Bakar    | 1. Januar 2011     | 31. Juli 2011     |
| Jang Jung                  | 19. Juli 2012      | 19. Oktober 2012  |
| Mohd Azraai Khor Abdullah  | 15. Oktober 2012   | 31. Oktober 2013  |
| Abu Bakar Fadzim           | 2014               |                   |
| Divaldo Alves              | 20. Mai 2014       | 14. November 2014 |
| Vjeran Simunic             | 16. September 2014 | 17. November 2014 |
| Dato' M. Karathu           | 1. Januar 2015     | 11. April 2015    |
| Vjeran Simunic             | 13. August 2015    | 31. Oktober 2015  |
| Syamsul Saad               | November 2015      | Mai 2016          |
| Karl-Heinz Weigang         | 1. Mai 2016        | 22. Februar 2017  |
| Mehmet Durakovic           | 22. Februar 2017   | 31. Dezember 2020 |
| Chong Yee Fatt             | 1. Januar 2021     | 1. August 2021    |
| Lim Teong Kim              | 13. September 2022 | heute             |

## Manager seit 1992
| Name                           | Zeit bei Perak FA | Zeit bei Perak FA |
| Name                           | von               | bis               |
| ------------------------------ | ----------------- | ----------------- |
| Safri Nawawi                   | 1992              | 1993              |
| Raja Ahmad Zainuddin Raja Omar | 1998              | 2000              |
| Jamal Nasir Rasdi              | 2001              | 2006              |
| Mohammed Mahiyuddin Abdullah   | 2007              | 2008              |
| Nor Azli Musa                  | 2008              | 2010              |
| Khairul Azwan Harun            | 2011              | 2013              |
| Azhar Ahmad                    | 2014              |                   |
| Vjeran Simunic                 | November 2014     |                   |
| M. Karathu                     | 2015              |                   |
| Shahrul Zaman Yahya            | 2016              |                   |
| Shahrul Azhar                  | 2017              | 2018              |
| Adly Shah Ahmad Tah            | 2019              | heute             |

## Mannschaftskapitäne seit 1985
| Saison         | Name                       |
| -------------- | -------------------------- |
| 1985 bis 1994  | Azizol Abu Haniffah        |
| 1995 bis 1997  | Raja Azlan Shah Raja So'ib |
| 1998 bis 1999  | Roslan Hamid               |
| 2000 bis 2008  | Shahrul Azhar              |
| 2009 bis 2010  | S. Subramaniam             |
| 2010 bis 2011  | K. Nanthakumar             |
| 2011 bis 2013  | Shahrulnizam Mustapa       |
| 2014 bis 2016  | Nasir Basharudin           |
| 2017           | Shahrom Kalam              |
| 2018 bis heute | Nasir Basharudin           |

## Vereinspräsidenten seit 1957
| Jahr                           | Name                                                         |
| ------------------------------ | ------------------------------------------------------------ |
| 1957 bis 1972                  | Teoh Chye Hin                                                |
| 1999 bis 2006                  | DYTM Raja Dr. Nazrin Shah ibni Sultan Azlan Muhibbuddin Shah |
| 2008 bis 2010                  | Mohamad Nizar Jamaluddin                                     |
| 2010 bis September 2015        | Zainol Fadzi Paharudin                                       |
| September 2015 bis August 2018 | Abdul Puhat Mat Nayan                                        |
| August 2018 bis Oktober 2018   | Hasnul Zulkarnain Abdul Munaim                               |
| November 2018 bis heute        | Ahmad Faizal Azumu                                           |

## Ausrüster und Sponsoren
| Jahr          | Ausrüster          | Trikotsponsor                                                                                                  |
| ------------- | ------------------ | --- |
| 2000 bis 2001 | Umbro              | Dunhill |
| 2002 bis 2004 | Lotto              | Dunhill |
| 2005          | Lotto              | TM |
| 2006 bis 2009 | Joma               | TM |
| 2010          | Specs              | TM |
| 2011          | Specs              | N/A |
| 2012          | Kika               | N/A |
| 2013          | Umbro / Kappa      | Lembaga Air Perak                                                                                              |
| 2014          | Joma / PAFA Sports | Lembaga Air Perak / Casuarina                                                                                  |
| 2015          | AL Sports          | Perak Agro / Casuarina                                                                                         |
| 2016 bis 2017 | AL Sports          | Lembaga Air Perak / Perak Corp.                                                                                |
| 2018          | AL Sports          | Lembaga Air Perak / Perak Corp. / MapsPerak / Quip / WCE / Al-Ikhsan                                           |
| 2019          | Umbro              | Lembaga Air Perak / Sapura Energy / Setiaawan / Al-Ikhsan / OldTown White Coffe / kltehlanddev / ArwanaExpress |

## Erläuterungen / Einzelnachweise
1. ↑  rsssf.org: Liste der Meister